# Freaky Friday (trilha sonora)
Freak Friday (Soundtrack) (no Brasil: Sexta Feira Muito Louca) é a trilha sonora do filme da Disney "Sexta Feira Muito Louca", estrelado por Lindsay Lohan. Foi lançada em 22 de Julho de 2003.
A música "Ultimate" cantada por Lindsay Lohan foi lançada como single do álbum, e com um videoclipe para ajudar a promover o filme. Fez sucesso na programação do Disney Channel e da Radio Disney. A música também foi incluída na trilha sonora da série "As Visões da Raven".
O álbum foi certificado com disco de ouro pela RIAA e vendeu mais de 500.000 cópias.

## Faixas
1. Lindsay Lohan – "Ultimate"
2. Simple Plan – "Happy Together"
3. Lillix – "What I Like About You"
4. American Hi-Fi – "The Art of Losing"
5. Forty Foot Echo – "Brand New Day"
6. Halo Friendlies – "Me vs. the World"
7. Christina Vidal – "Take Me Away"
8. Chad Michael Murray – "...Baby One More Time" (Intro)"
9. Bowling for Soup – "...Baby One More Time"
10. The Donnas – "Backstage"
11. Andrew W.K. – "She Is Beautiful"
12. Diffuser – "Wonder"
13. Lash – "Beauty Queen"
14. Ashlee Simpson – "Just Let Me Cry"
15. Joey Ramone – "What a Wonderful World"
16. Rolfe Kent – "Fortune Cookie?"

## Charts
| Chart (2004)                   | Posição | Vendas  | Certificação |
| ------------------------------ | ------- | ------- | ------------ |
| U.S. Billboard 200             | 19      | 500,000 | Ouro         |
| U.S. Billboard Top Soundtracks | 3       | 500,000 | Ouro         |

1. ↑  ‎Freaky Friday - Original Soundtrack by Various Artists (em inglês), 22 de julho de 2003, consultado em 7 de outubro de 2018